# L'oro di Picano Valley
L'oro di Picano Valley (Lawless Range), diffuso in Italia anche con il titolo Terra di fuorilegge, è un film del 1935 diretto da Robert N. Bradbury.
È un film western statunitense con John Wayne, Sheila Bromley e Frank McGlynn Jr..

## Trama
John Middleton, onesto pistolero, viene mandato dal padre ad aiutare un amico la cui città è disturbata da un gruppo di criminali. Durante il tragitto viene coinvolto in uno scontro con dei banditi e viene arrestato. Lo sceriffo riconosce la sua innocenza, ma lo arresta comunque per mandarlo, sotto falso nome, a raccogliere informazioni sulla banda criminale di Picano Valley. Arrivatovi, viene scambiato per un componente della banda e quasi impiccato, tuttavia viene salvato da Ann, ragazza che aveva precedentemente aiutato in uno scontro con i banditi. John prende confidenza con la comunità di Picano Valley e li aiuta in varie azioni che vanno contro la banda di criminali, tra cui un grande trasferimento di bestiame, da tempo nell'interesse dei banditi. Poco prima di partire per il trasferimento viene rapito dalla banda e lasciato nel covo, dal quale riesce a scappare grazie all'aiuto di un altro prigioniero. Da qui corre a chiamare gli uomini dello sceriffo per avvertirli dell'imminente attacco della banda. Con quest'ultimi torna alla mandria e si scontra con il banditi, vincendo lo scontro.

## Produzione
Il film, diretto da Robert N. Bradbury su una sceneggiatura di Lindsley Parsons, fu prodotto da Paul Malvern per la Republic Pictures e la Trem Carr Pictures e girato a Santa Clarita, Alabama Hills, Lone Pine e nel Vasquez Rocks Natural Area Park ad Agua Dulce, in California.

## Distribuzione
Il film fu distribuito negli Stati Uniti il 4 novembre 1935 dalla Republic Pictures. Originariamente era stato intitolato Vanishing Rider; in seguito la produzione cambiò titolo perché nello stesso anno era stato distribuito un altro western intitolato The Vanishing Riders. Il film è conosciuto anche con il titolo Trail's End.
Altre uscite internazionali del film sono state:
- nel Regno Unito nel marzo del 1937
- in Brasile (País sem Leis)
- in Germania (Tal der Angst)
- in Australia (The Lawless Range)
- in Italia (L'oro di Picano Valley)

## Critica
Secondo il Morandini il film è "uno degli 8 western (di cui 5 diretti da Bradbury) che J. Wayne interpretò nel 1935 senza prendersi le ferie. Tornava a casa per cambiare la biancheria."